# Sierra de Cardos
La Sierra de los Cardos se encuentra en los extremos de la Sierra Madre Occidental  y a pocos kilómetros del municipio de Jerez en el Estado de Zacatecas México. Está constituida por formaciones geológicas irregulares. Resulta bastante apropiada para practicar el campismo, la bicicleta de montaña, la escalada en roca, el rappel y prácticamente cualquier deporte extremo.

## Descripción
Se localiza a unos 20 km al poniente de la ciudad mexicana de Jerez, sierra de los Cardos, llamada tal, por la abundancia de cardos que florecen en esa sierra. Lo que destaca de esta sierra son sus imponentes riscos, de los que el más elevado es “La Aguililla” con 2850 metros sobre el nivel del mar; “La Mesa de San Lucas” con 2930 metros; “La Culebra” que alcanza los 2860 metros y “El Picacho” con 2730 metros.
En cuanto a turismo se practica el campismo, la bicicleta de montaña, la escalada en roca, el rápel, entre otras. Se ubica además el Centro Ecoturístico "Los Cardos Adventure Park", el cual cuenta con siete cabañas, actividades como; Recorrido en cuatrimoto, tirolesa, rappel, puente colgante, kayaks, escalada y más.

### Fauna

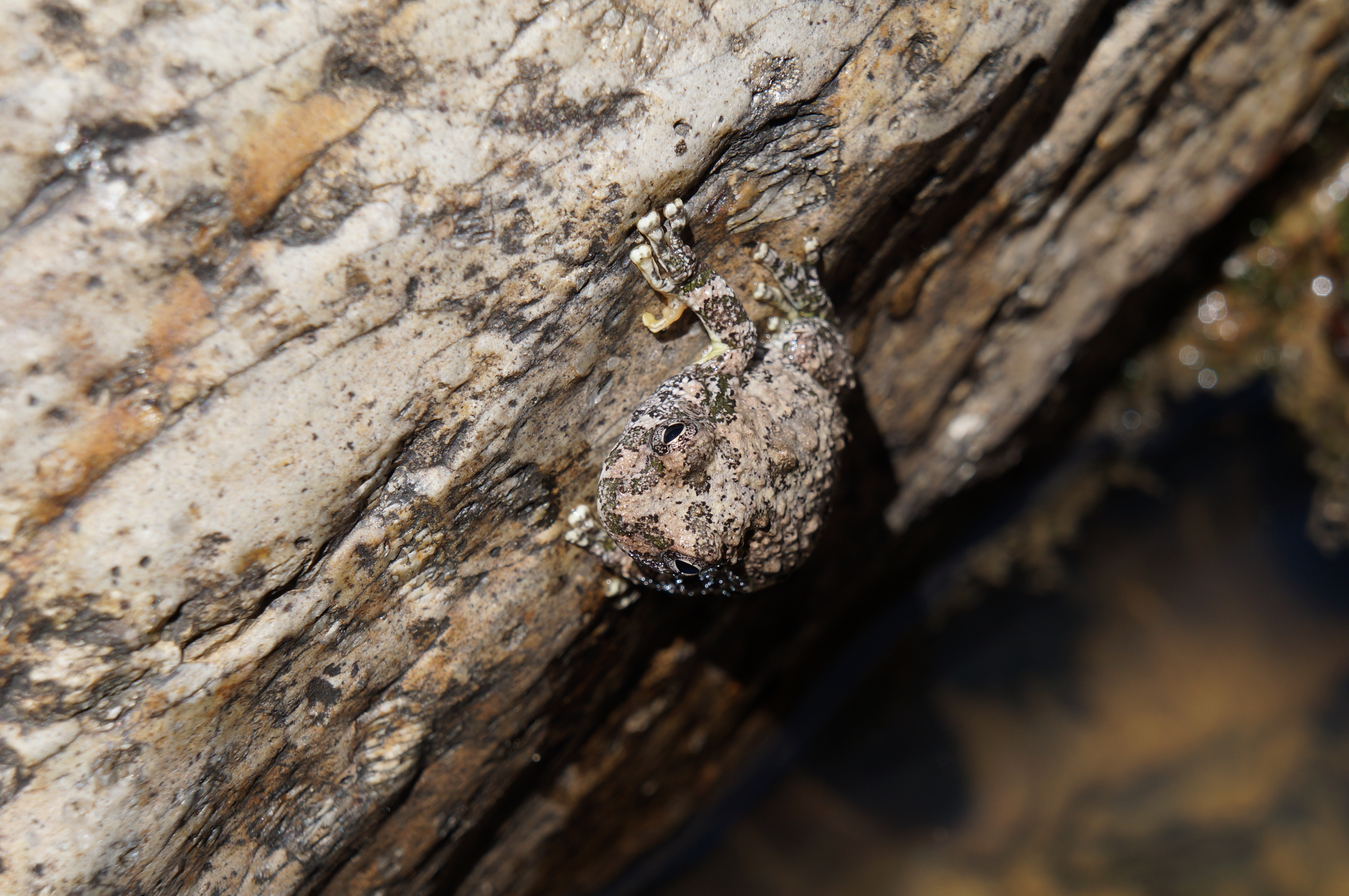
Ranita serrana

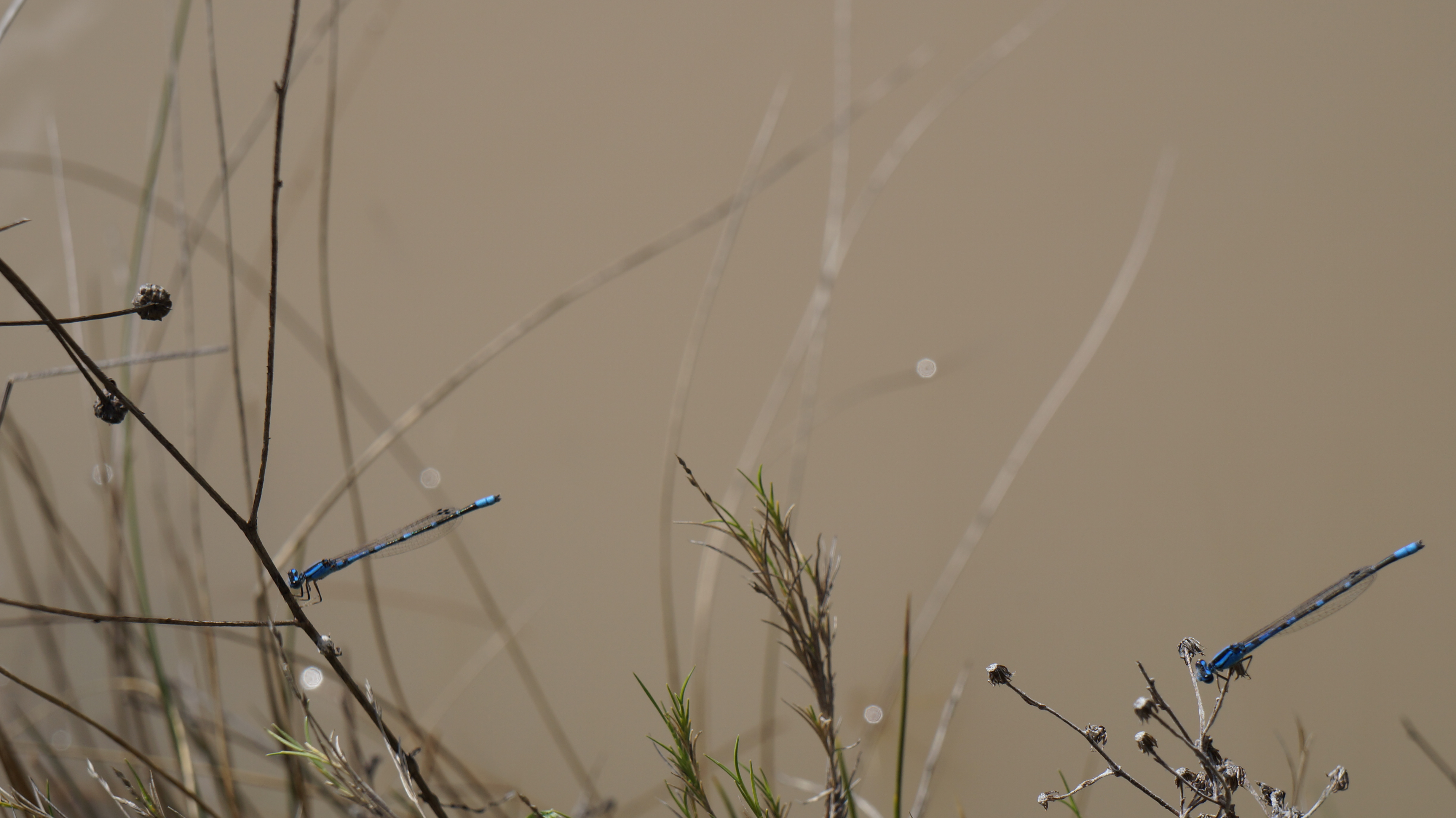
Caballito del diablo

La fauna de Sierra de los Cardos está compuesta por coyotes, gato montés, venado, liebres, conejos, zorrillos, ardillas, mapaches, serpiente de cascabel, jabalí, tlacuaches, zopilotes, paloma, torcaza, nixtamaleros, huitlacoche y colibríes.

### Flora
La flora de Sierra de los Cardos está compuesta por bosques de encino, pinos, roble, cedros, palo blanco, colorado, capulines, álamos y fresnos. En el área baja o matorral, se compone de vara dulce, manzanillo, guiuites, vara hedionda, huizache y gatuño. En sus planicies existen árboles frutales como chabacanos, duraznos, nogal, granados, naranjos y membrillos.

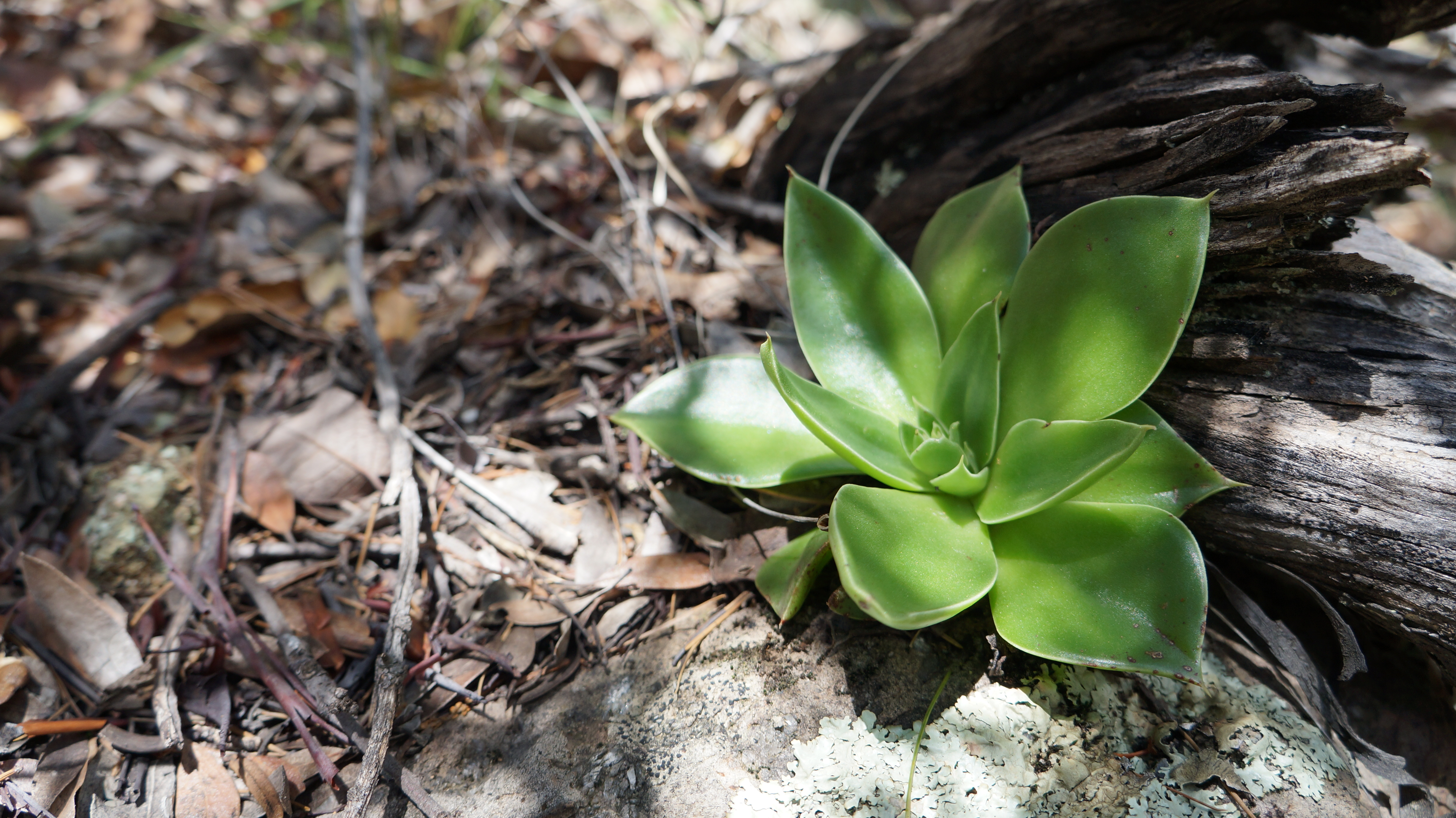
Echeveria (Crassulaceae)
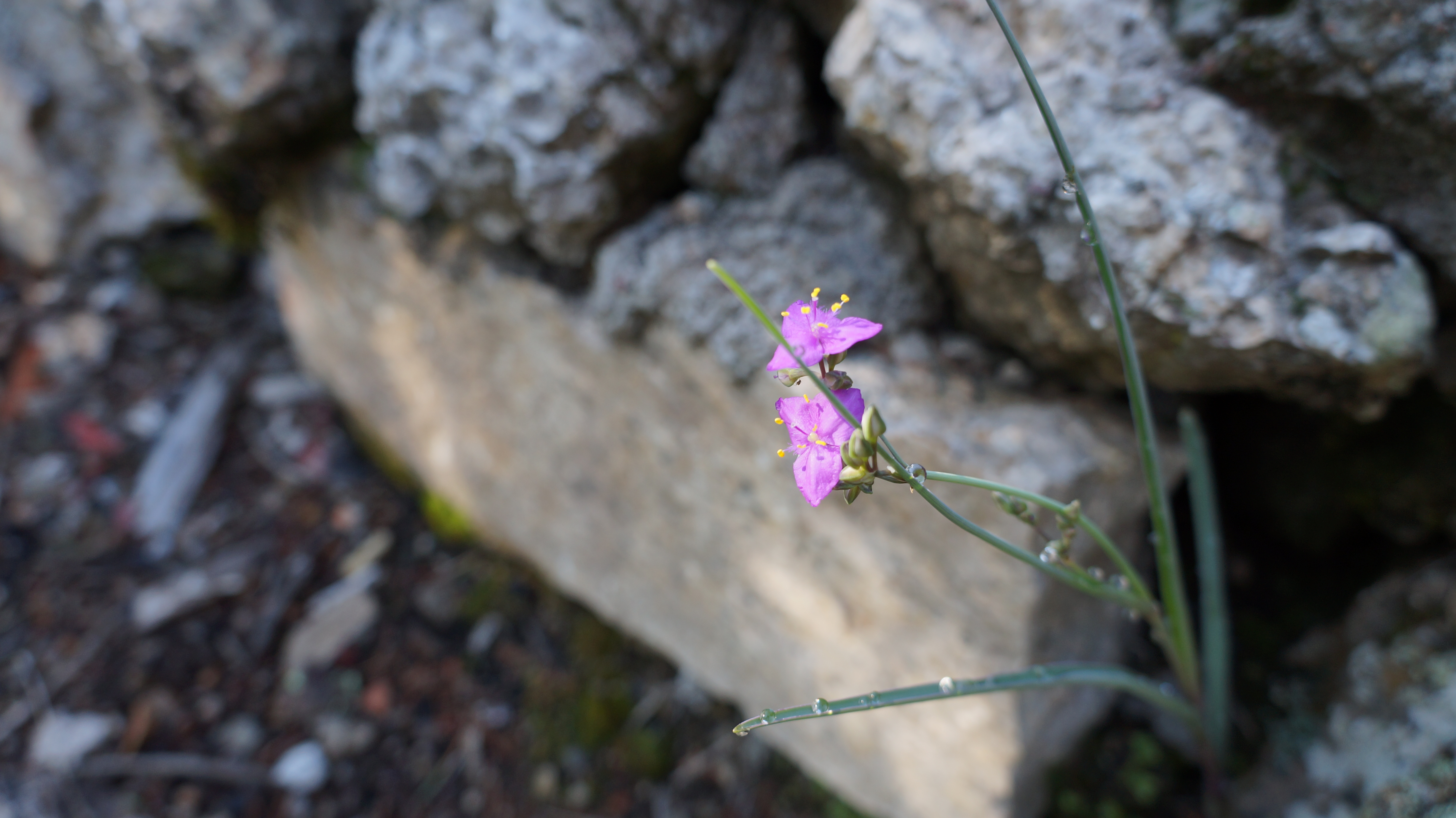
Gibasis linearis (Benth.) Rohweder
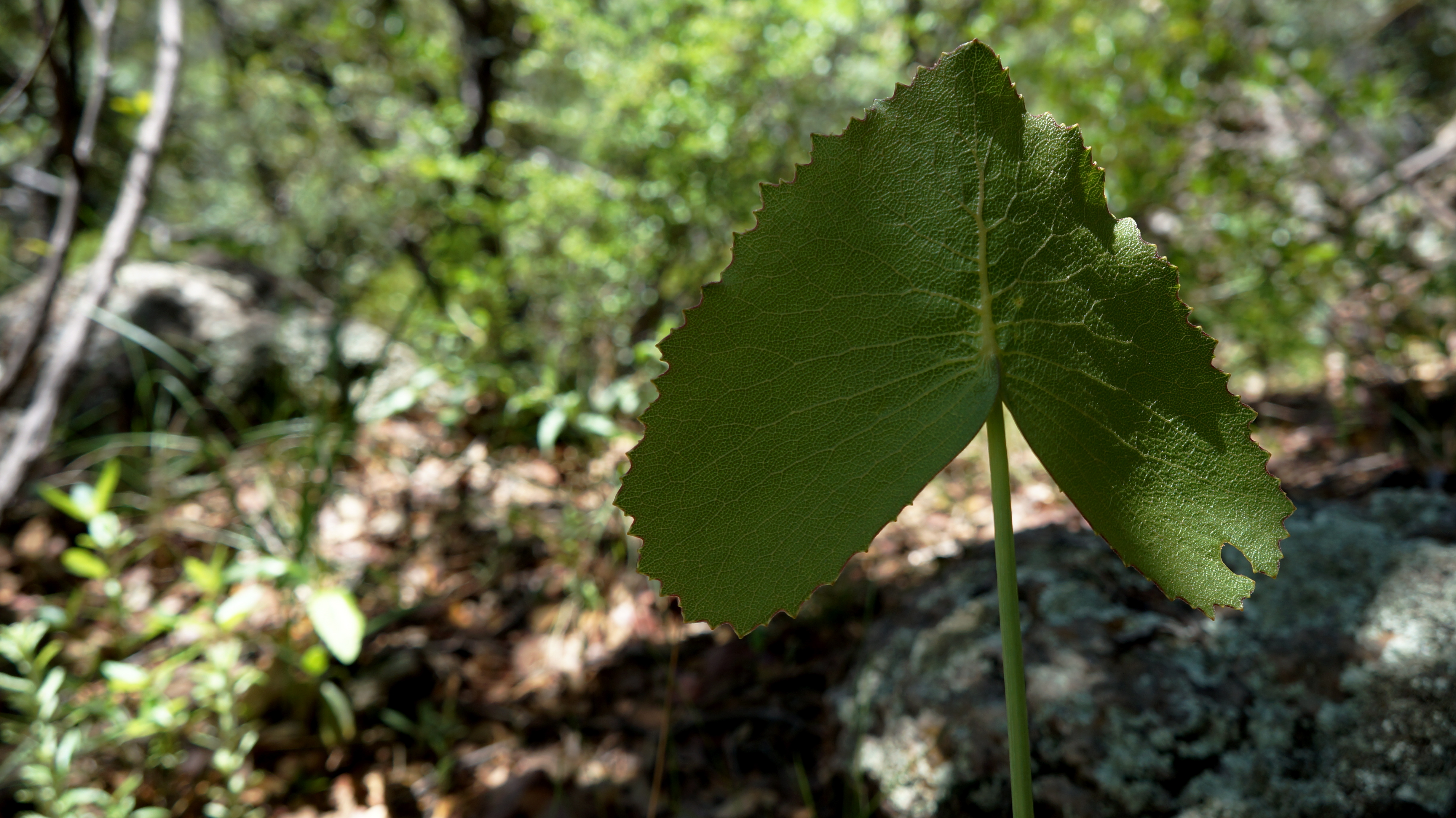
Psacalium sp. (Asteraceae)
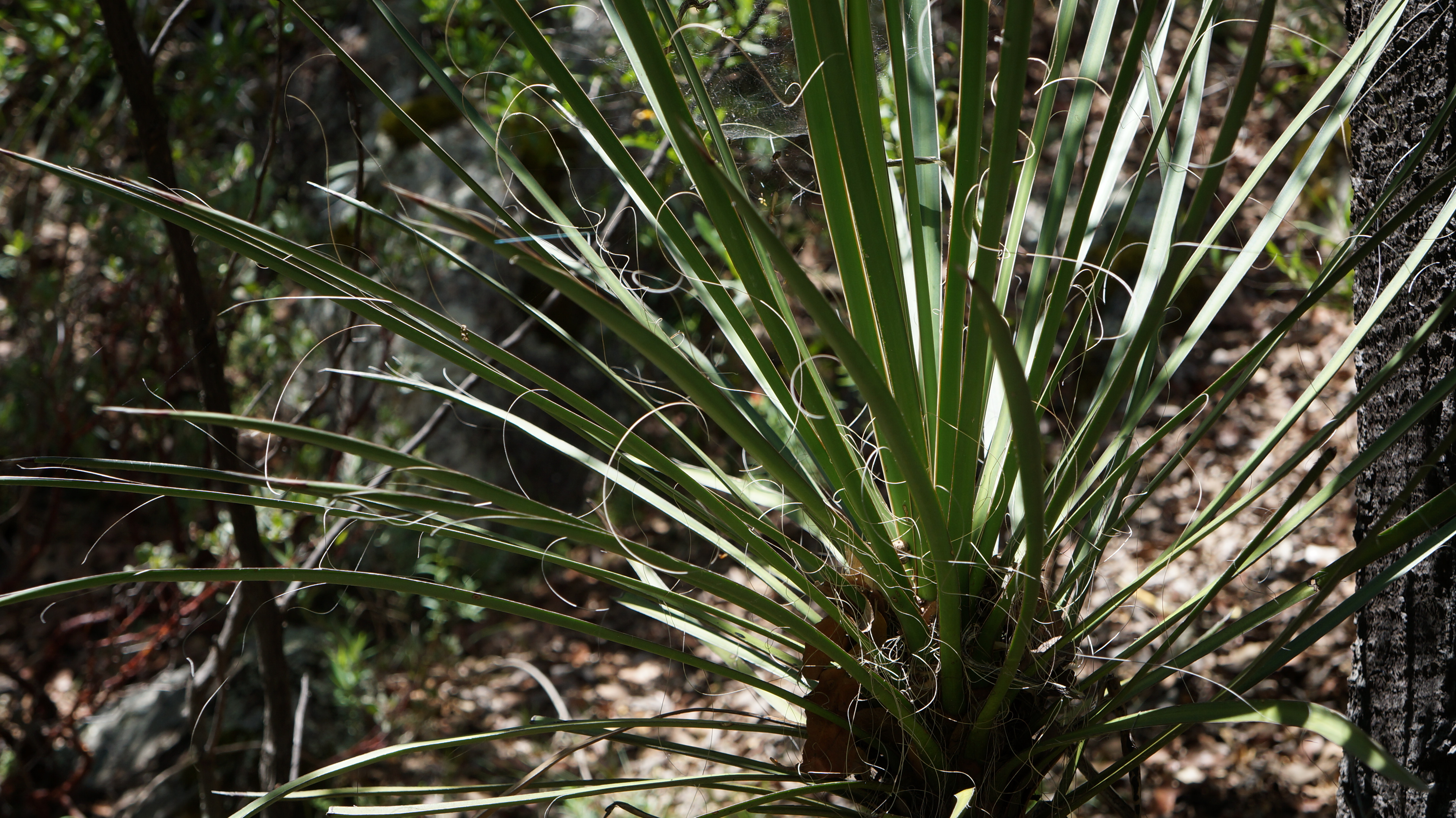
Nolina sp. familia (Asparagaceae)
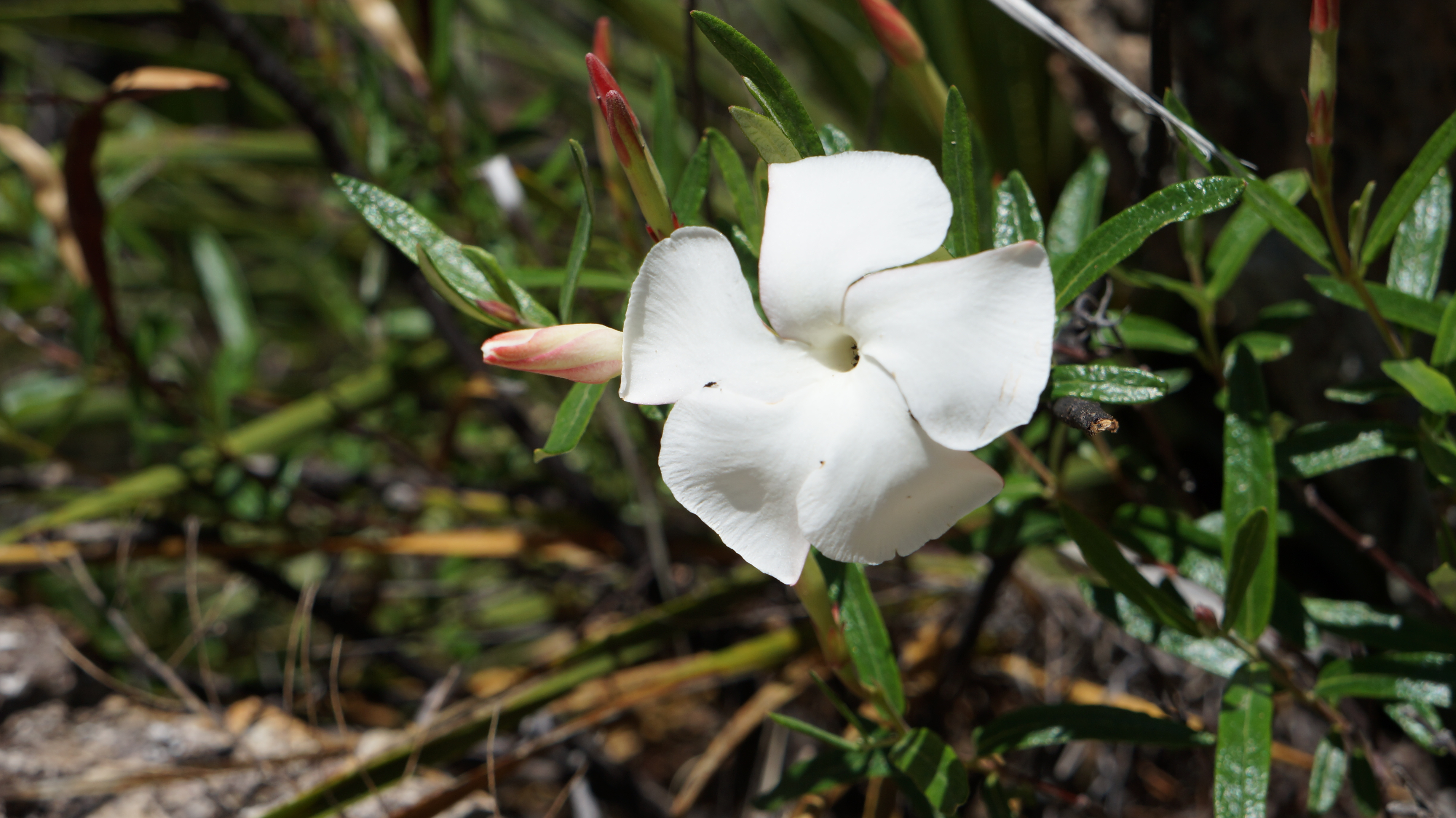
Telosiphonia hypoleuca (Benth.) Herinckson
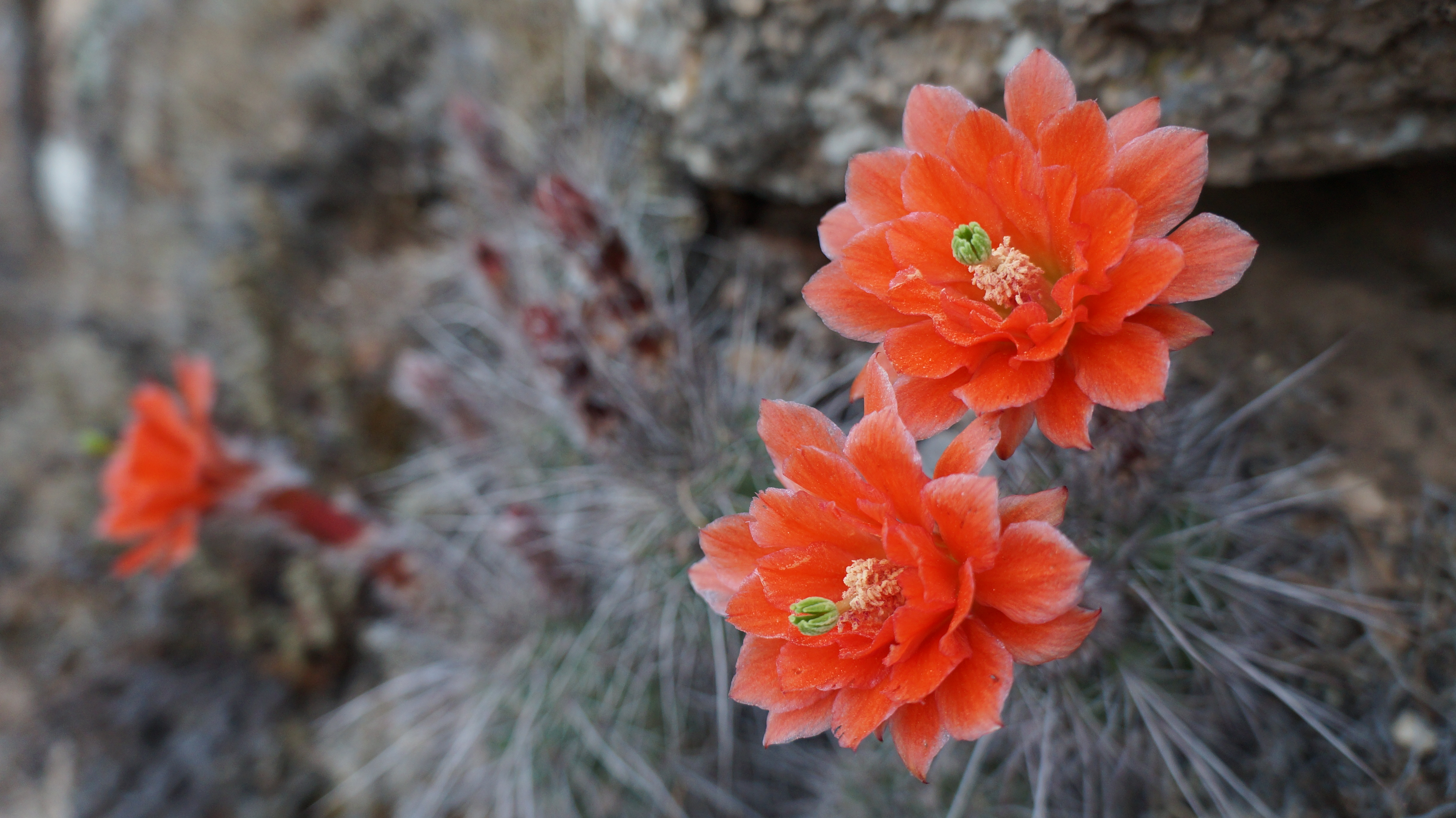
Echinocereus (Cactaceae)
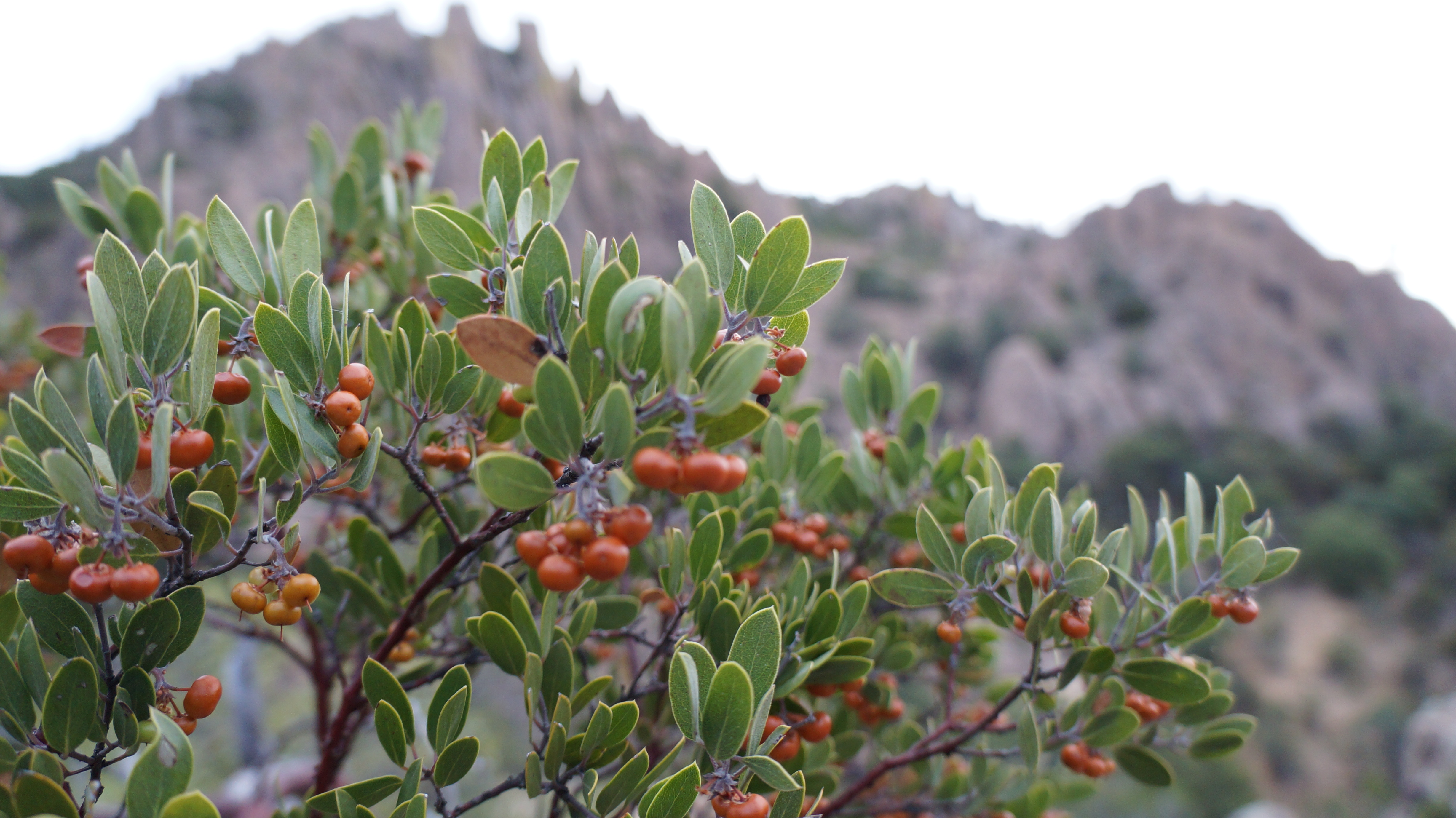
Arctostaphylos pungens Kunth (Ericaceae)
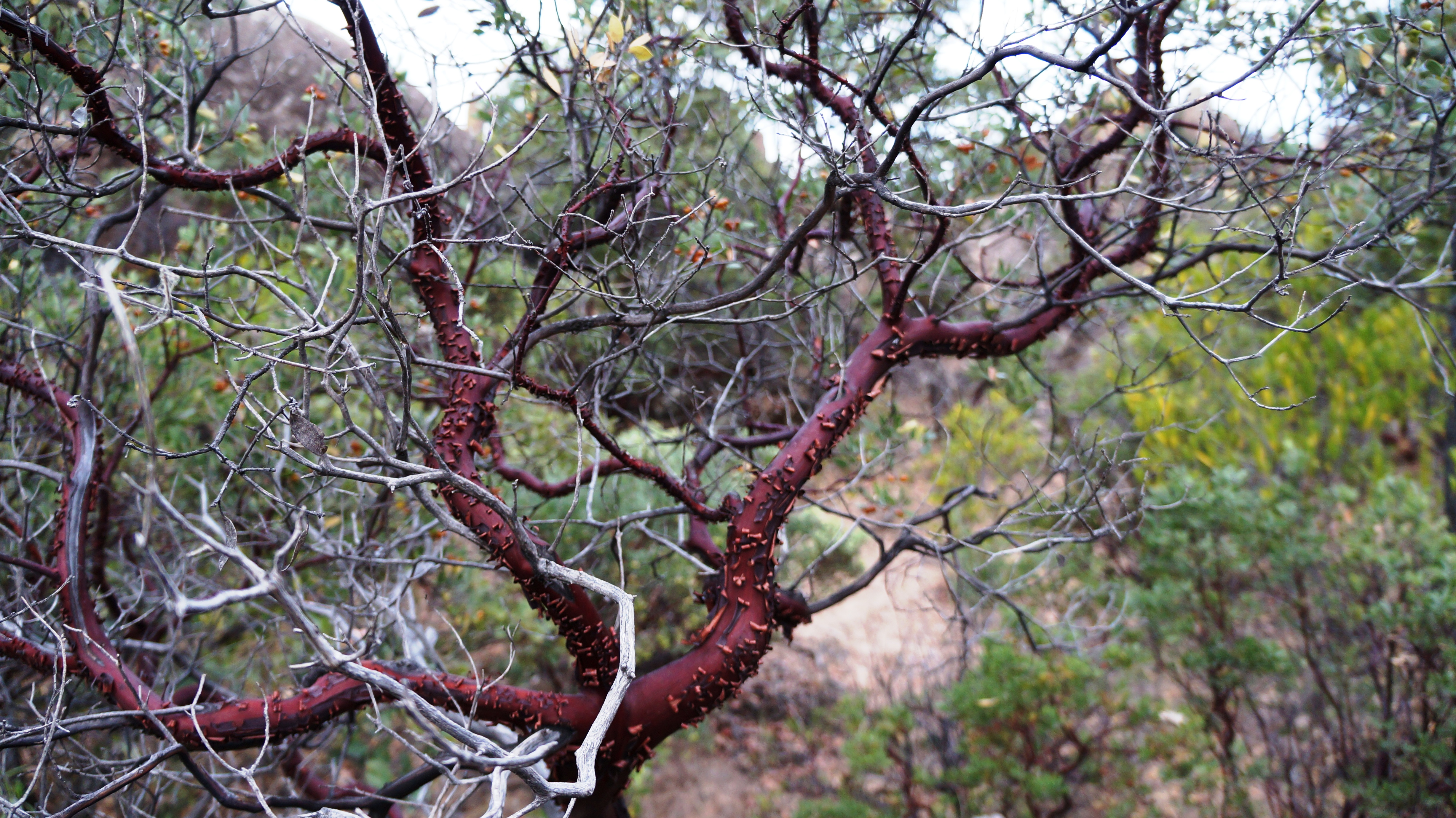
Arctostaphylos pungens Kunth (Ericaceae)

### Galería

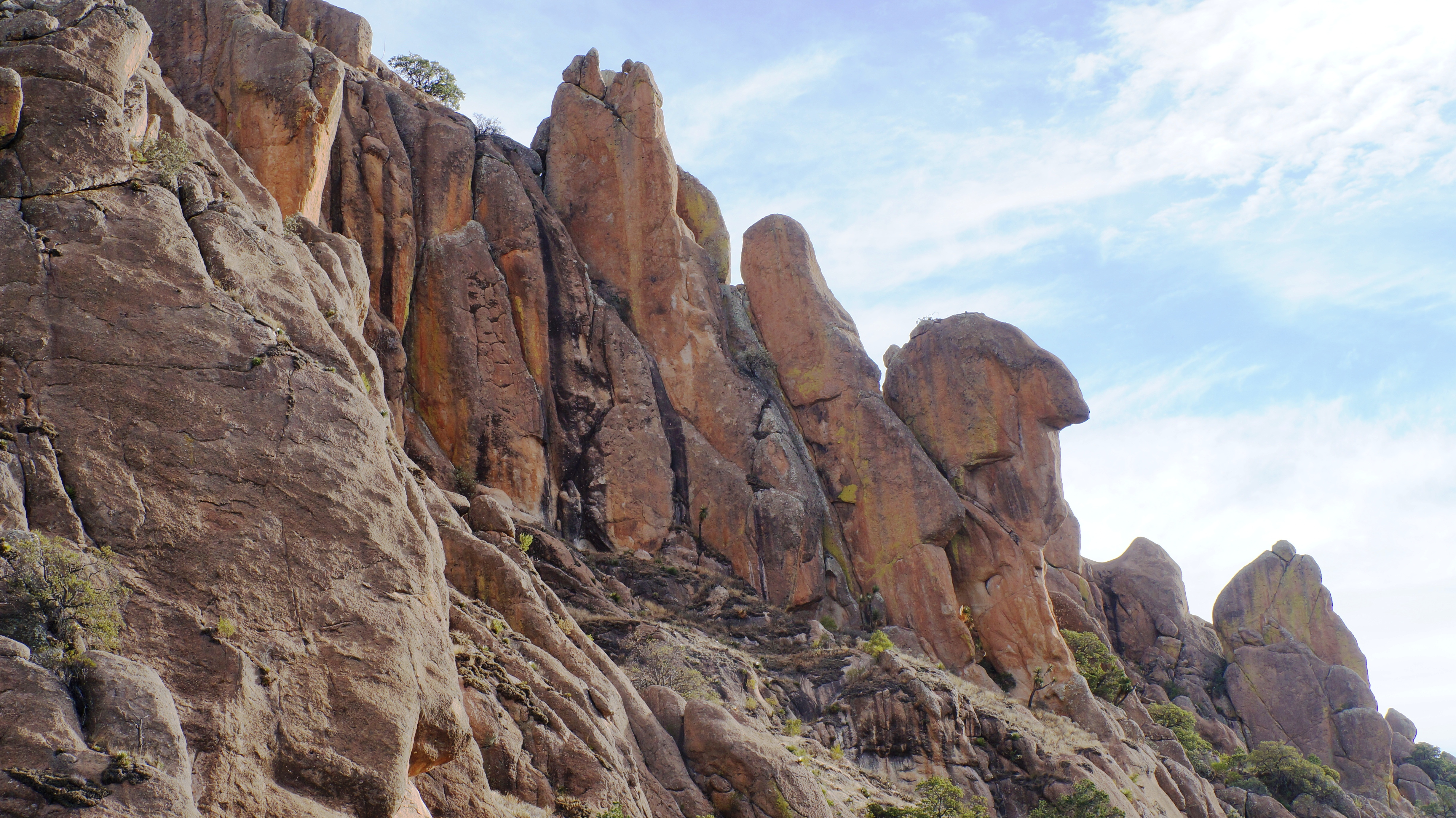
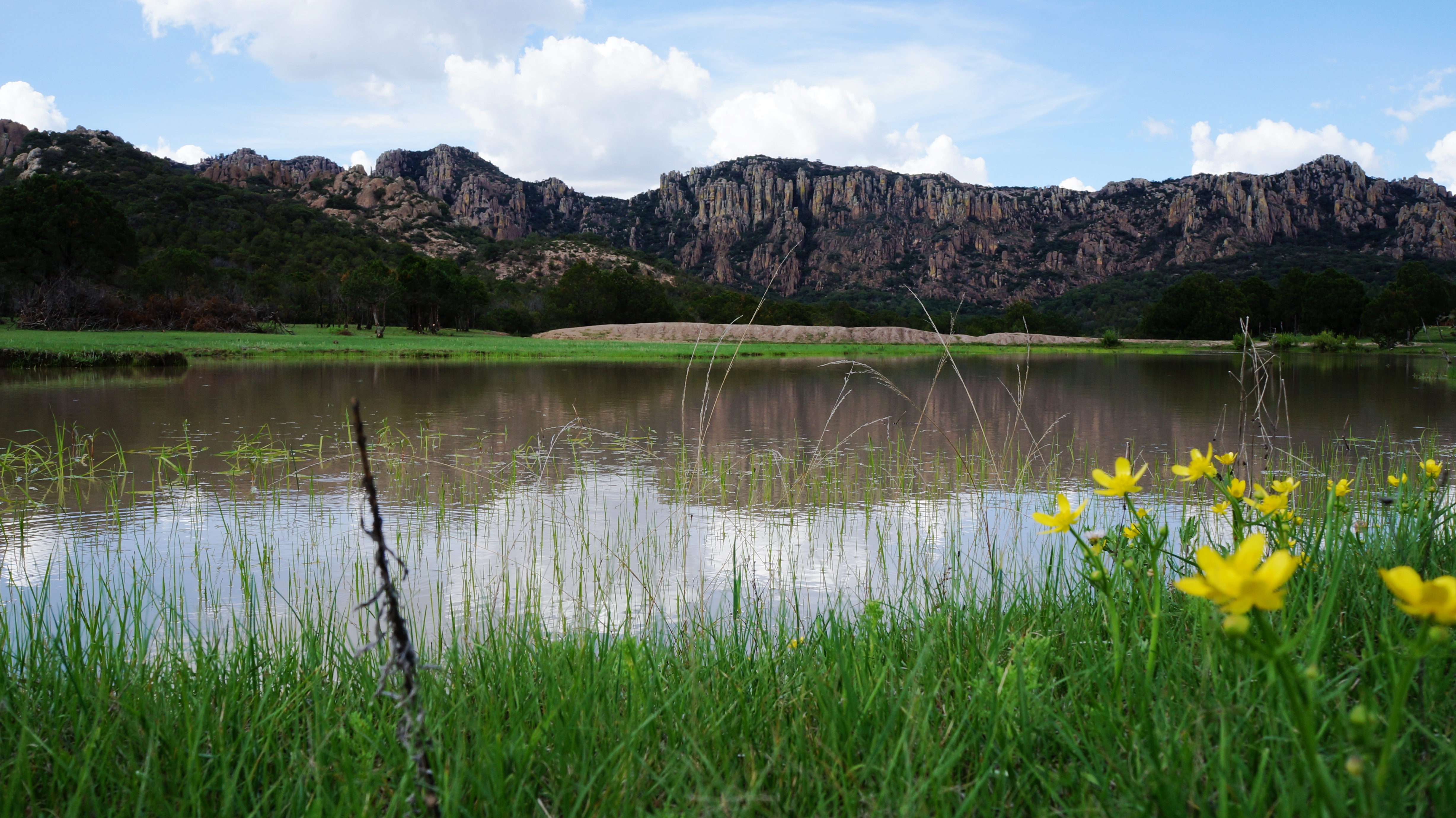
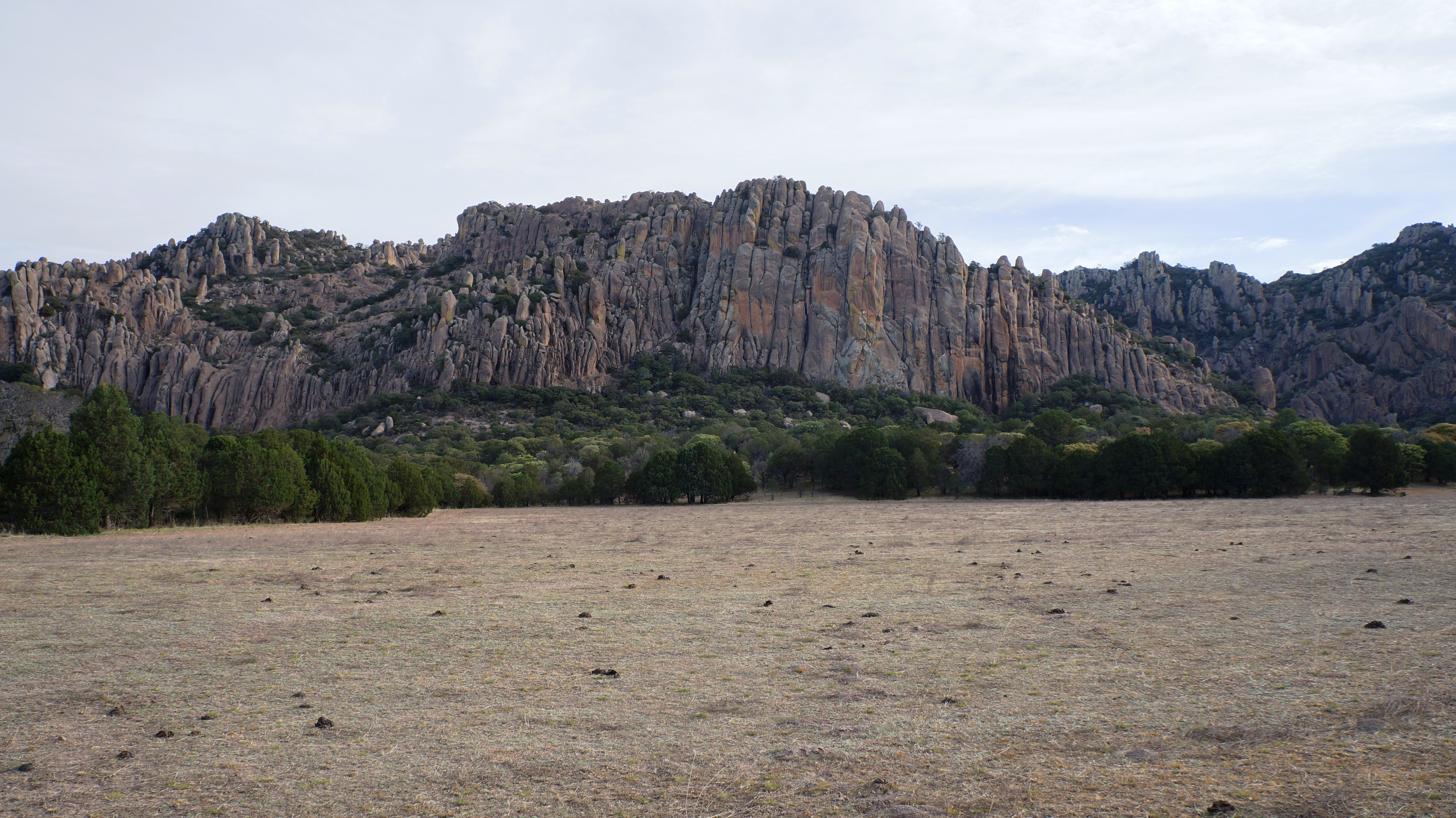
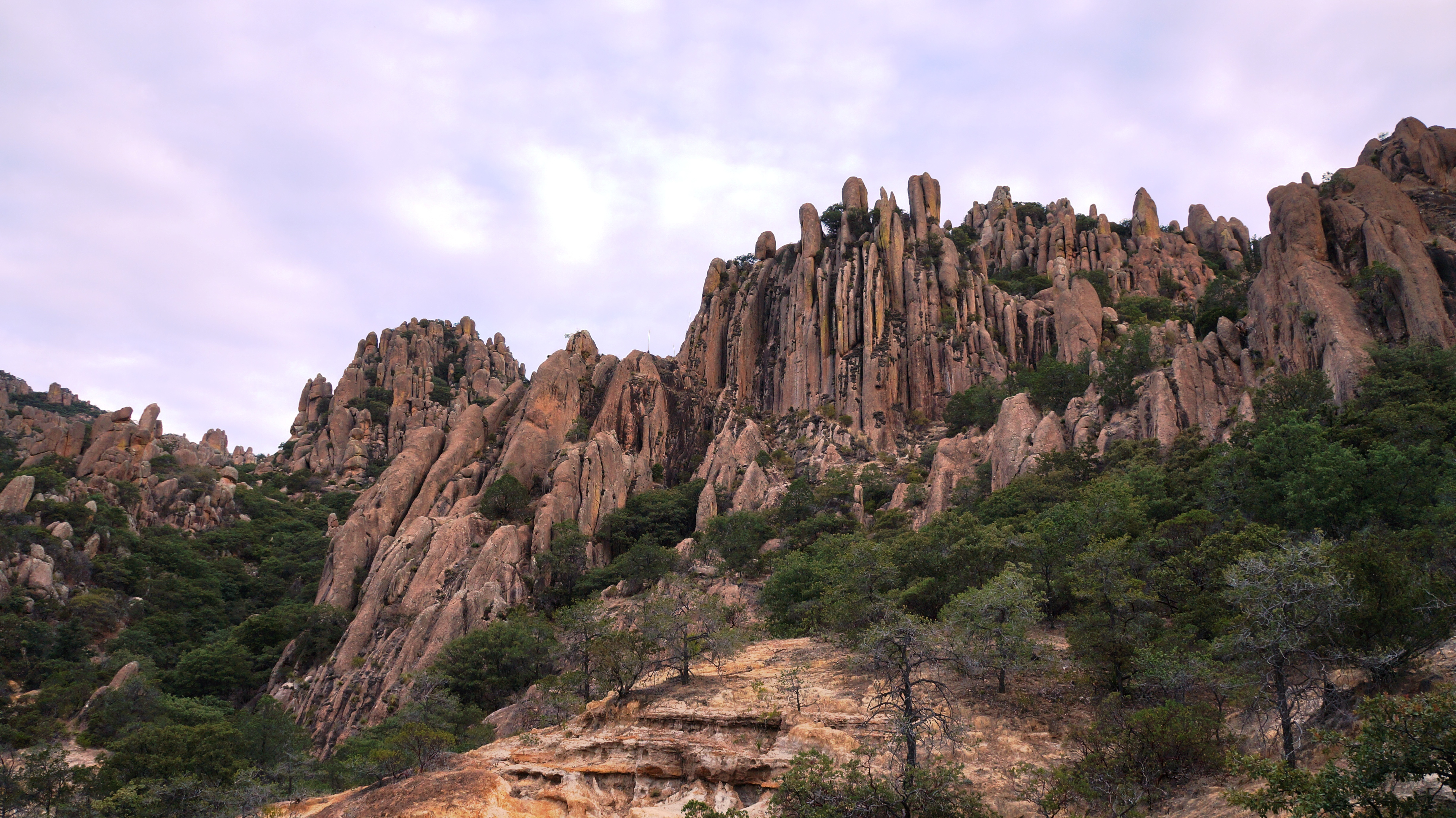
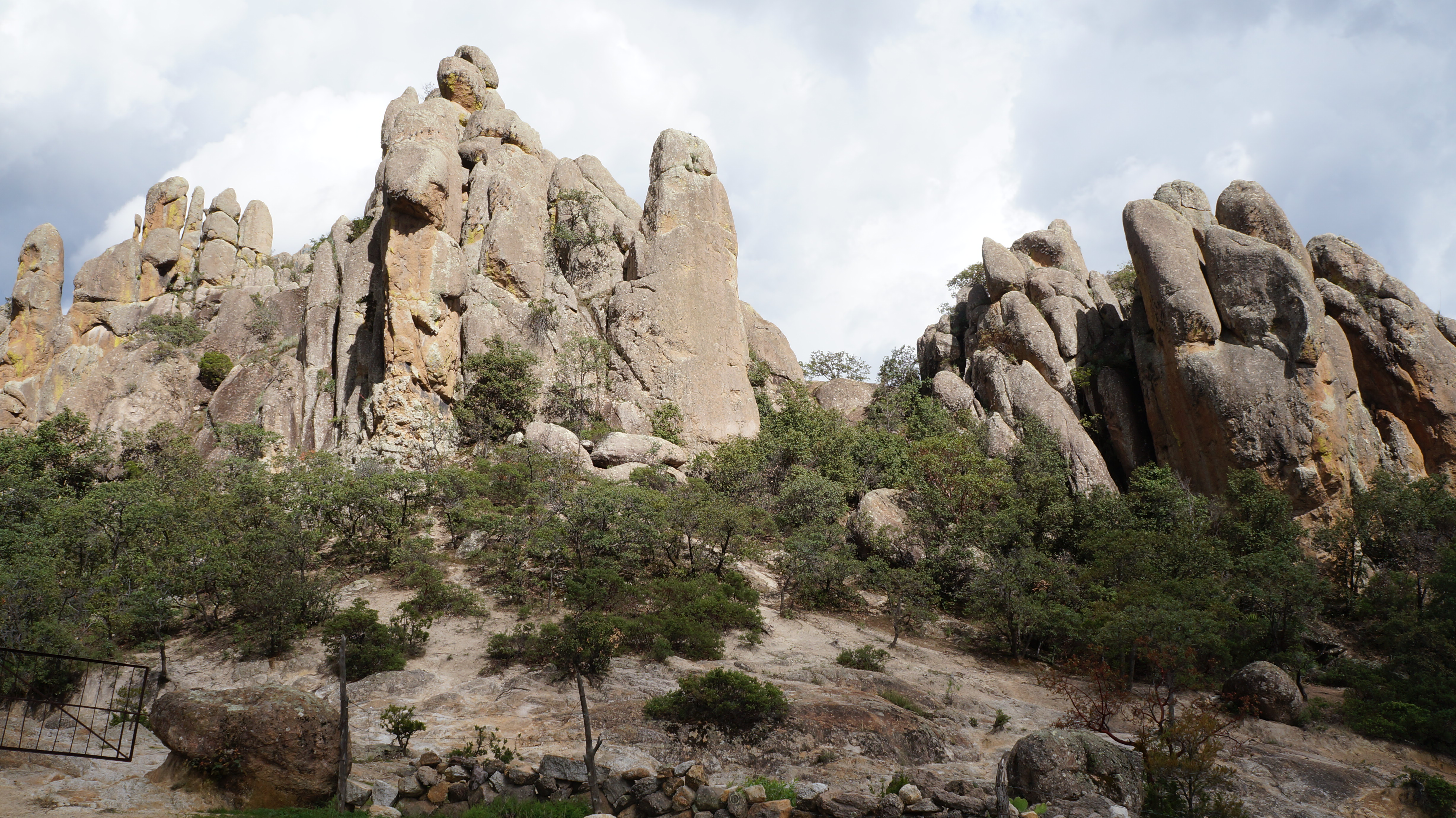
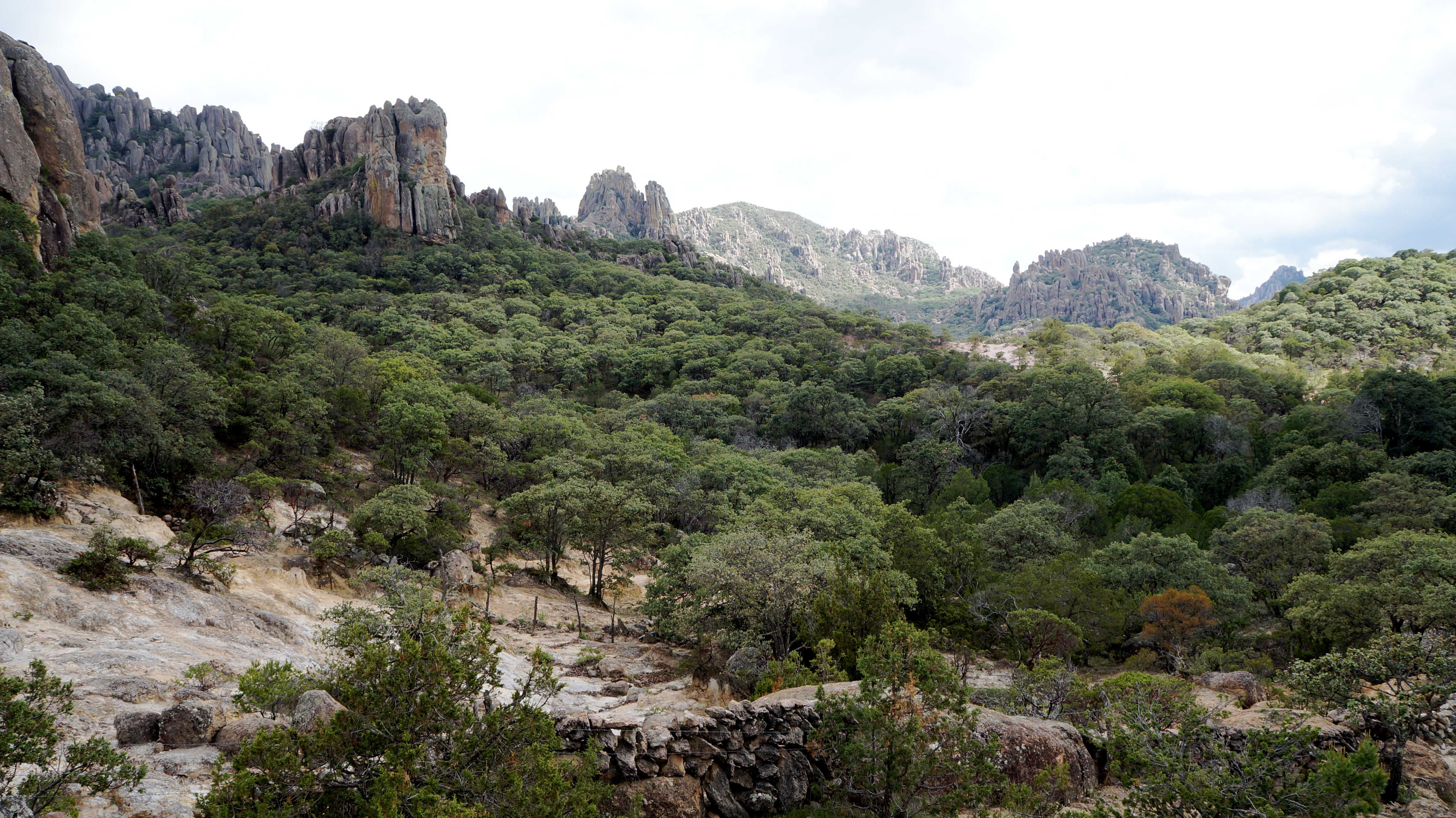
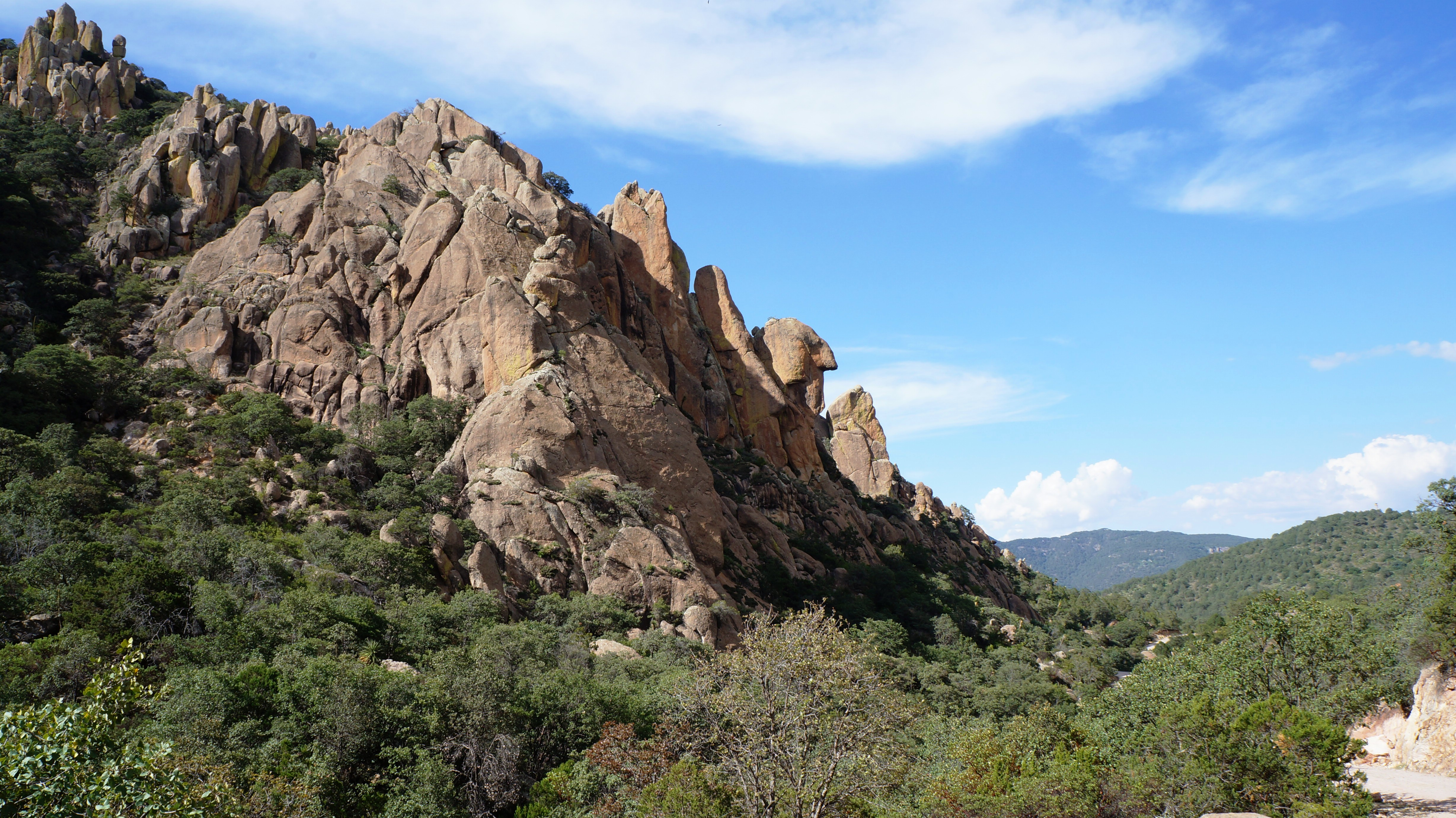
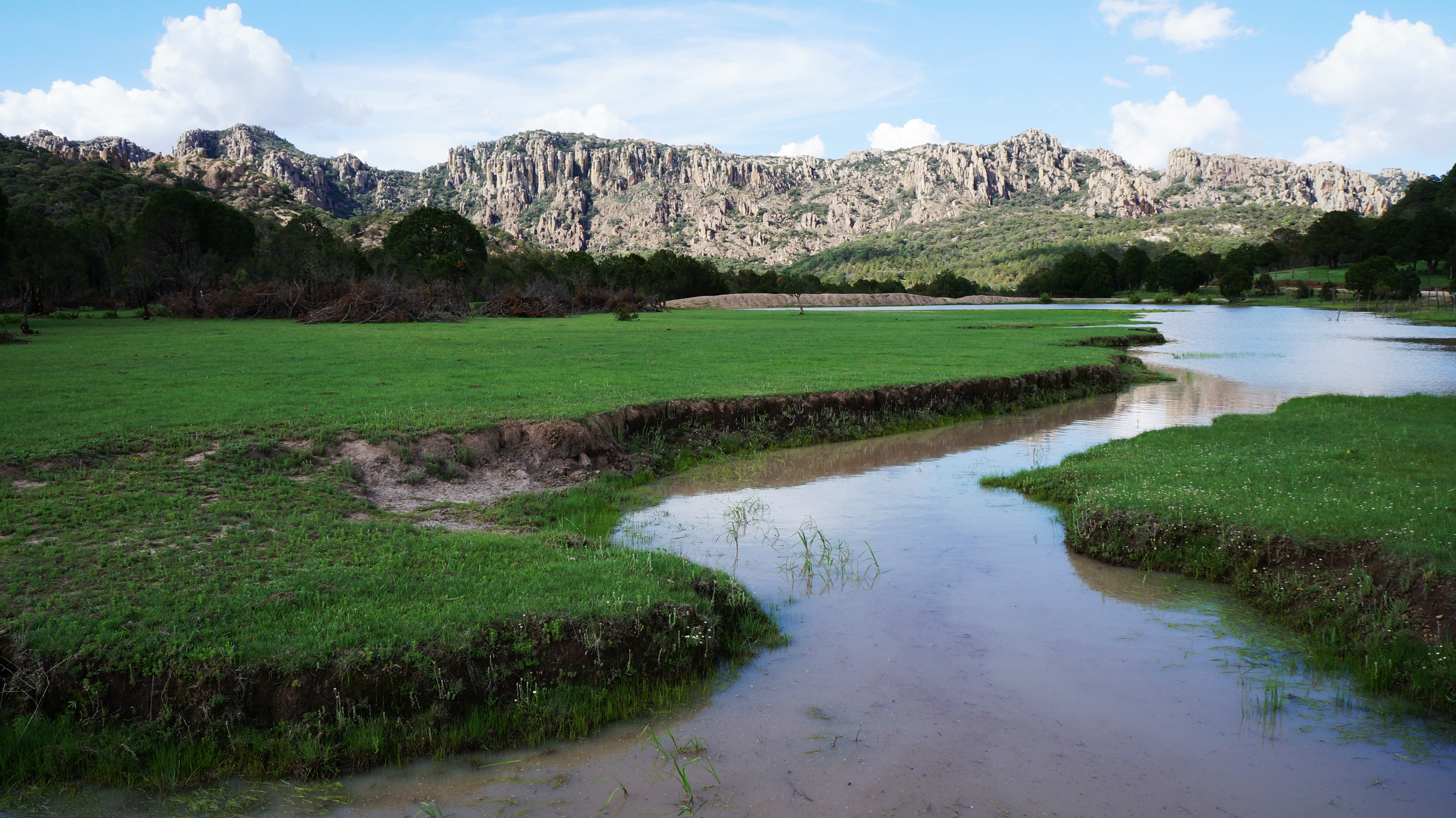
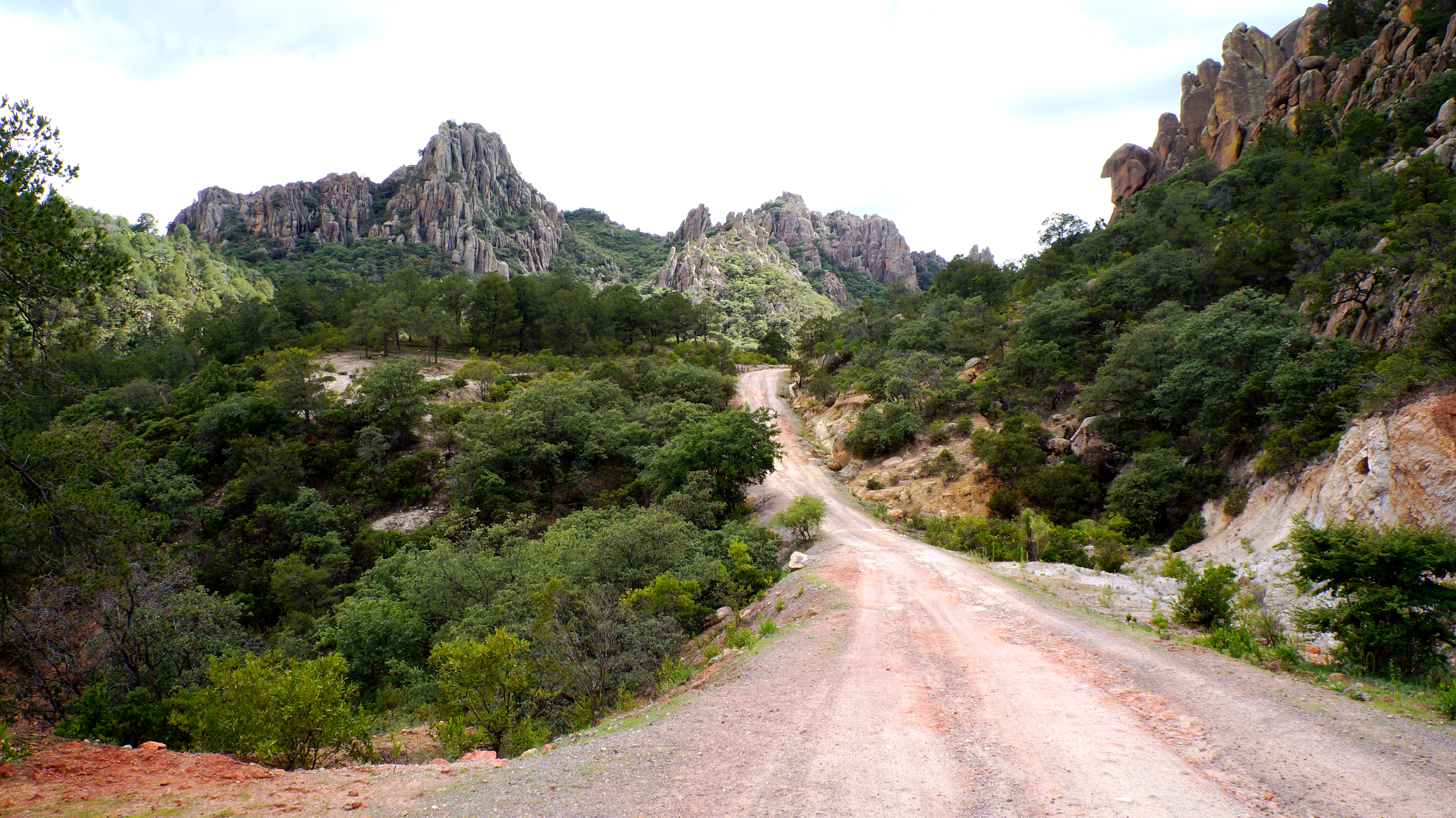
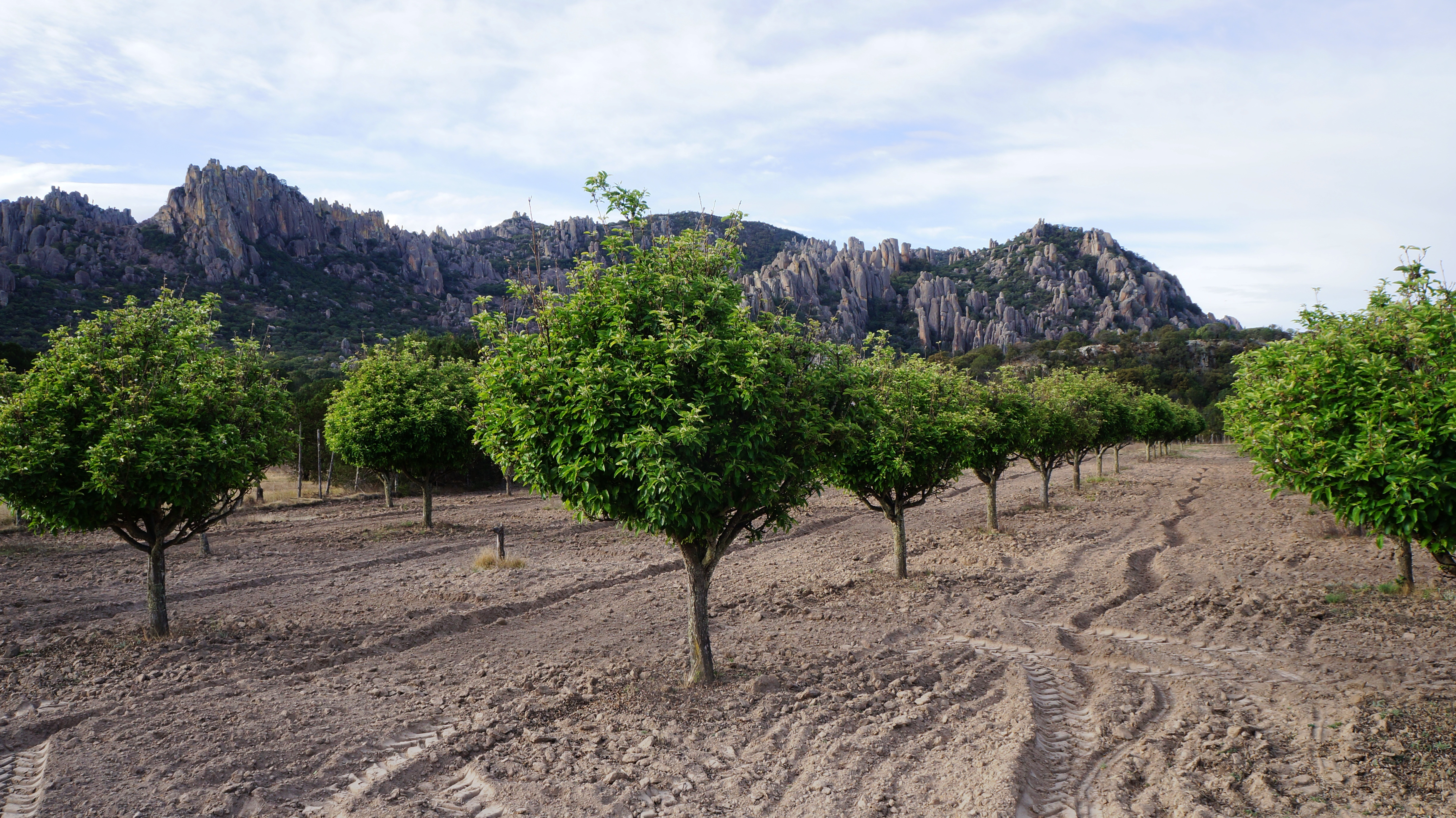
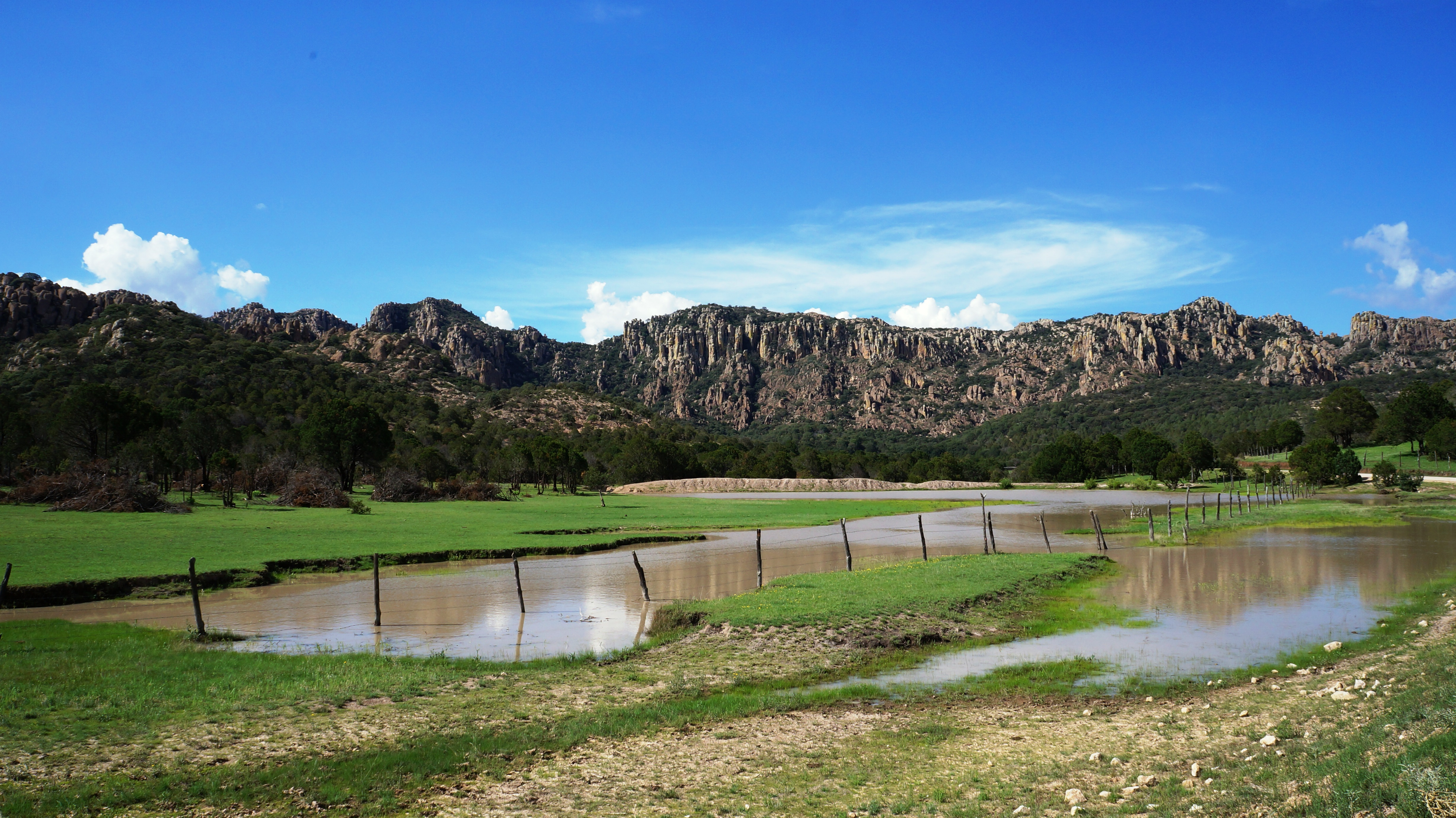
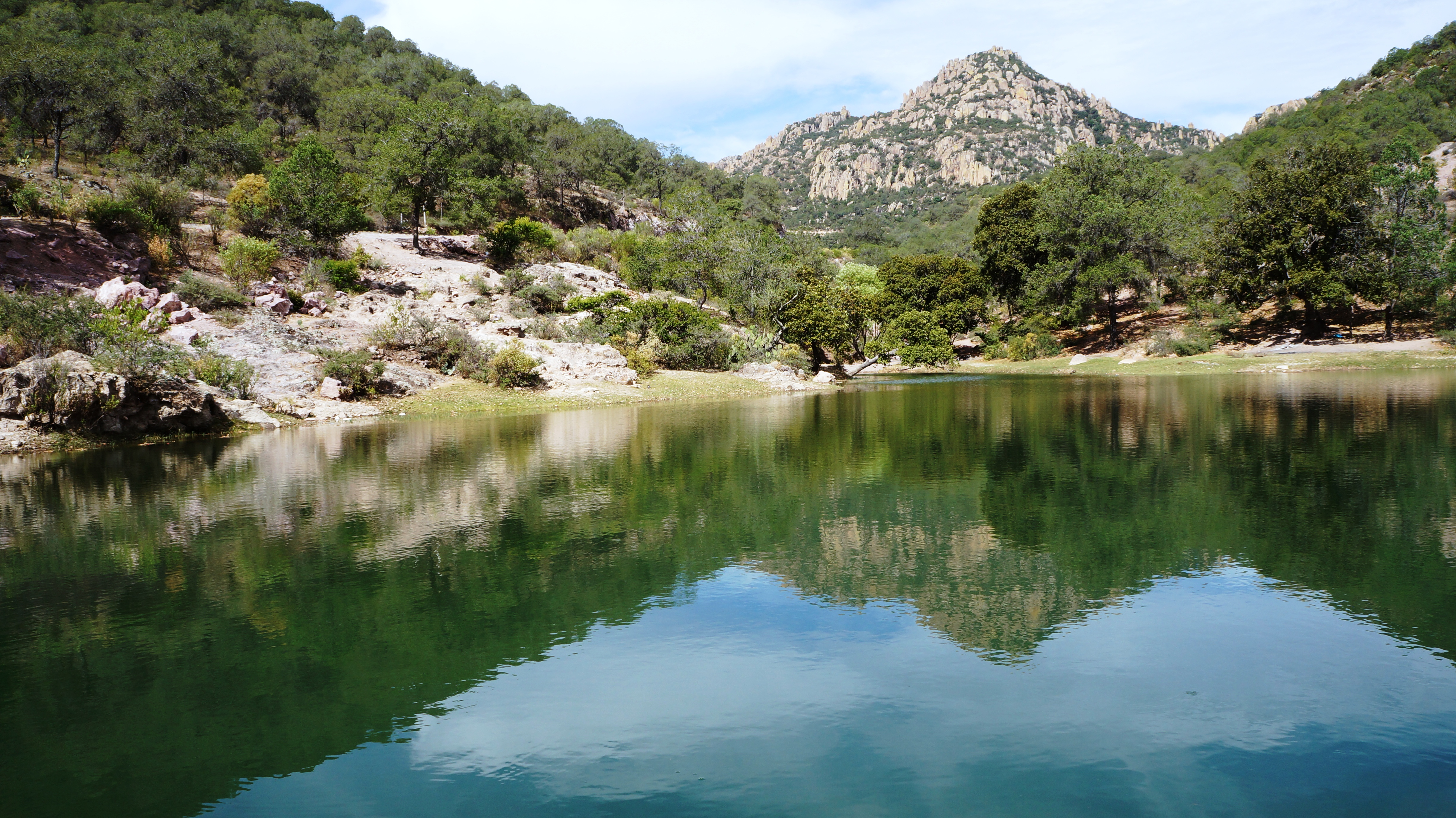